# موريو دي غاييغو
بلدية موريو دي غاييغو (بالإسبانية: Murillo de Gállego) هي بلدية تقع في مقاطعة سرقسطة التابعة لمنطقة أراغون شمال شرق إسبانيا.

## الديموغرافيا
بلغ عدد سكان بلدية موريو دي غاييغو 194 نسمة عام 2011 (وفقاً للمعهد الوطني الإسباني للإحصاء).
| 139 | 164 | 167 | 179 | 173 | 165 | 194 |